# Grote Molen (Zoeterwoude-Rijndijk)
De Grote Molen is een wipmolen iets ten zuiden van Zoeterwoude-Rijndijk. De molen dateert uit de 17e eeuw en is gebouwd ten behoeve van de bemaling van de Grote Polder. Sinds 1968 is de molen een rijksmonument. De Rijnlandse Molenstichting is in 1973 in bezit gekomen van de Grote Molen en heeft de molen in 1975 gerestaureerd. De bovenkant van de molen werd daarbij zwart geteerd, maar is naderhand weer in de oorspronkelijke blauwgrijze kleur geschilderd. De molen is maalvaardig in circuit, dat wil zeggen de molen is niet meer aangesloten op de boezem, maar pompt het water slechts rond.

## Foto's

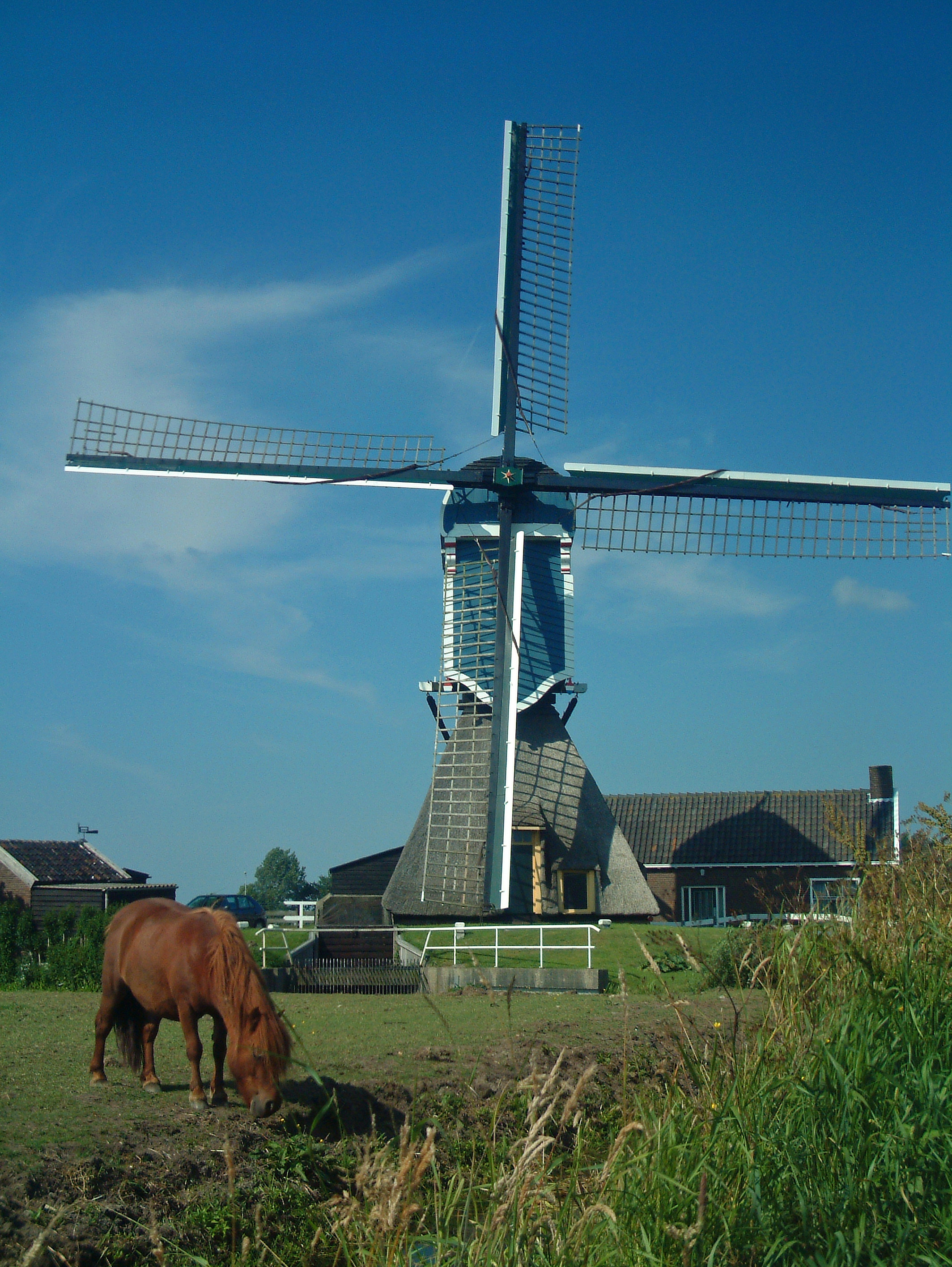
Grote Molen (Zoeterwoude-Rijndijk)